# Richard Bitalis
Richard Bitalis (* 10. Januar 1946 in Pau, Frankreich) ist ein französischer Karambolagespieler. Er ist mehrfacher Französischer Meister und Vizeweltmeister in der Disziplin Dreiband.

## Karriere
Im Alter von zehn Jahren begann Bitalis mit dem Billardsport. Ohne den klassischen Weg über die Freie Partie und Cadre zu gehen, begann er direkt mit der Königsdisziplin Dreiband. Mit seinem Konkurrenten Egidio Vierat lieferte er sich in Frankreich spannende Duelle um den Titel als bester Spieler der Frankreichs. In seinem Billardsalon in Nizza war er auch als „Professeur“ tätig. Seinen ersten Titel bei einem internationalen Turnier errang er 1974; ein Jahr zuvor hatte er bei der Dreiband-Europameisterschaft als zweiter französischer Teilnehmer auf Anhieb die Bronzemedaille gewonnen. Mit der Gründung des Dreiband Weltcups 1986 und der damit verbundenen Formierung einer Profispielertruppe war Bitalis von Anfang an mit dabei. Der große Titel blieb ihm jedoch zeit seines Lebens, trotz seiner hervorragenden Leistung, versagt. Zweimal stand er kurz davor. 1983 wurde er Vizeweltmeister und 1989 Vizeeuropameister im Dreiband. Sein größter internationaler Erfolg war sein Sieg über Ludo Dielis beim Weltcup 1989 in Antwerpen. 1990 stand er dann nochmals in Paris und Norrköping im Finale des Weltcup.

## Privates
Der Jazz-Liebhaber Bitalis lebt mit seiner Frau in Cannes. Die beiden haben zusammen zwei Kinder (Sohn und Tochter).
In der Internationalen Billardszene gilt er als Spaßvogel. Seine Gegner können nie sicher sein vor seinen Überfällen. Typisch für ihn ist z. B. die Szene, die sich bei seinem Sieg über Ludo Dielis beim Weltcup 1989 in Antwerpen zutrug, als er auf Dielis losstürmte und dem verdatterten Belgier ein Kuss auf die Stirn drückte, in den eher zurückhaltenden Billardkreisen ein ungeheuerliches Verhalten.
Aufgrund von einigen Augen-/Rückenoperationen und Problemen mit dem Herzen ist es etwas ruhiger um ihn geworden. Er steht aber immer noch am Tisch und spielt für sein Leben gern. Er sagt über sich selber:

„Ich bin fast tot, aber Billard ist mein Leben. Ich werde erst aufhören, wenn ich auf den Tisch falle und mich nicht mehr bewegen kann.“

## Erfolge
- Dreiband-Weltmeisterschaft:  1983
- Dreiband-Europameisterschaft:  1989  1973
- Fünfkampf-Europameisterschaften für Nationalmannschaften:  1971, 1973
- Dreiband-Weltcup (Einzelturnier):   1989/1  1990 (2 ×)
- Dreiband Grand Prix:  1990/2  1989/6  1991/8
- Französische Dreiband-Meisterschaft:  11 ×

Quellen: